# Sosefo Mautamakia Ier
Ne doit pas être confondu avec Sosefo Mautamakia II.
Sosefo Mautamakia Ier (1853 - 10 mars 1933) est un roi coutumier au titre de (lavelua) d'Uvea, qui règne deux fois : de 1906 à 1910, puis de 1931 jusqu'à sa mort en 1933.

## Biographie

### Premier règne

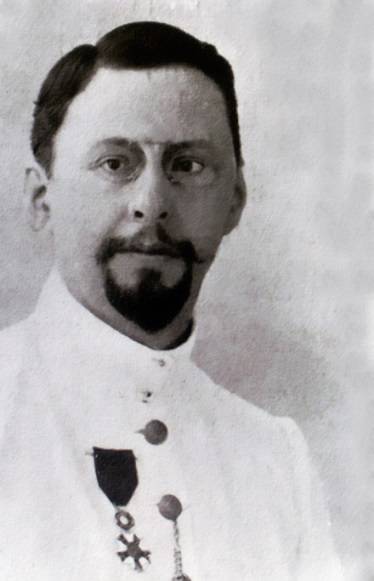
Adrien Bonhoure, gouverneur de Nouvelle-Calédonie, permet de dénouer la crise politique qui a mené à la destitution de Sosefo Mautamakia Ier en avril 1910.

Sosefo Mautamakia Ier, surnommé Tokila, règne une première fois de 1906 à 1910. Il succède à Lusiano Aisake après la mort de ce dernier. Son arrivée au pouvoir marque la fin d'une période de soixante-dix-sept ans (1829-1906) durant laquelle « Wallis n’avait connu que cinq rois ou reines, ayant tous régné jusqu’à leur mort ».
En 1910, le nouveau résident Victor Jean Brochard, souhaite expulser le père supérieur de la mission catholique (père Bazin), et convainc le roi Sosefo Mautamakia Ier de se ranger à ses côtés. En février 1910, Bazin quitte Mata Utu pour le district de Mu'a. Le 19 mars, un décret royal l'intime de quitter Wallis. Face aux protestations des pères maristes, le lavelua maintient ses positions. Une centaine de Wallisiens favorable aux maristes prend les armes et marche sur Mata-Utu le 1er avril ; le roi, abandonné par les siens, est alors contraint d'abdiquer. Soane Patita Lavuia est choisi pour être le prochain souverain. Néanmoins, le résident Brochard n'accepte pas cette nouvelle nomination. La crise trouve sa résolution le 18 mai avec l'arrivée par navire du gouverneur de Nouvelle-Calédonie, Adrien Bonhoure : ce dernier demande au résident qu'il formule des excuses officielles au père Bazin. Une nouvelle délibération des chefs coutumiers est organisée à bord du navire de guerre le Kersaint le 19 mai 1910, et Soane Patita Lavuia est confirmé comme étant le nouveau Lavelua.

### Second règne
Sosefo Mautamakia est roi de Wallis une seconde fois de 1931 à 1933, succédant à Mikaele Tufele II. Dans la nuit du 25 au 26 juillet 1931 Mikaele Tufele est destitué par ses ministres coutumiers ; le 27, Sosefo Mautamaki est désigné roi. D'après l'évêque Alexandre Poncet, il aurait été l'un des instigateurs des troubles contre le roi Tufele. Pendant son règne, les plantations de cocotiers wallisiennes sont ravagées par le parasite oryctes rhinoceros. D'autre part, un différend oppose la mission catholique et l'administration française, qui compte implanter une école publique laïque à Wallis.
Le 19 novembre 1932, le roi Tokila se rend à Nouméa, invité par le commissaire général de Nouvelle-Calédonie. Il y tombe malade et décède à 80 ans le 10 mars 1933. Petelo Kahofuna lui succède deux jours plus tard. Sa dépouille est ramenée à Wallis le 23 mai 1933 et il est inhumé le lendemain à Mata-Utu.